# Distretto di Kulim
Il distretto di Kulim è un distretto della Malaysia, fa parte dello stato del Kedah e il suo capoluogo è Kulim.